# Park Narodowy Reunionu
Park Narodowy Reunionu (fr. Parc national de La Réunion) - park narodowy na francuskiej wyspie Reunion na Oceanie Indyjskim, założony w 2007 roku.
Park, którego centralna część obejmuje blisko 40% powierzchni wyspy, został utworzony dla ochrony endemicznych gatunków roślin i zwierząt Reunionu. Park obejmuje zbocza wygasłego wulkanu Piton des Neiges i trzy wytworzone przez niego kaldery Cilaos, Mafate i Salazie, a także czynny wulkan Piton de la Fournaise.
W 2010 roku obszar parku został wpisany na listę światowego dziedzictwa UNESCO pod nazwą Szczyty, kotły i stoki wyspy Reunion.